# Mastax parreysii
Mastax parreysii is een keversoort uit de familie van de loopkevers (Carabidae). De wetenschappelijke naam van de soort werd in 1850 voor het eerst geldig gepubliceerd door Maximilien de Chaudoir.